# Fissidens imbricatus
Fissidens imbricatus är en bladmossart som beskrevs av Nathaniel Lord Britton och Edwin Bunting Bartram 1936. Fissidens imbricatus ingår i släktet fickmossor, och familjen Fissidentaceae. Inga underarter finns listade i Catalogue of Life.